# Glycyrrhiza uralensis
Glycyrrhiza uralensis även kinesisk lakritsrot är en ärtväxtart som beskrevs av Fisch.. Glycyrrhiza uralensis ingår i släktet Glycyrrhiza och familjen ärtväxter. Inga underarter finns listade i Catalogue of Life.

## Bildgalleri

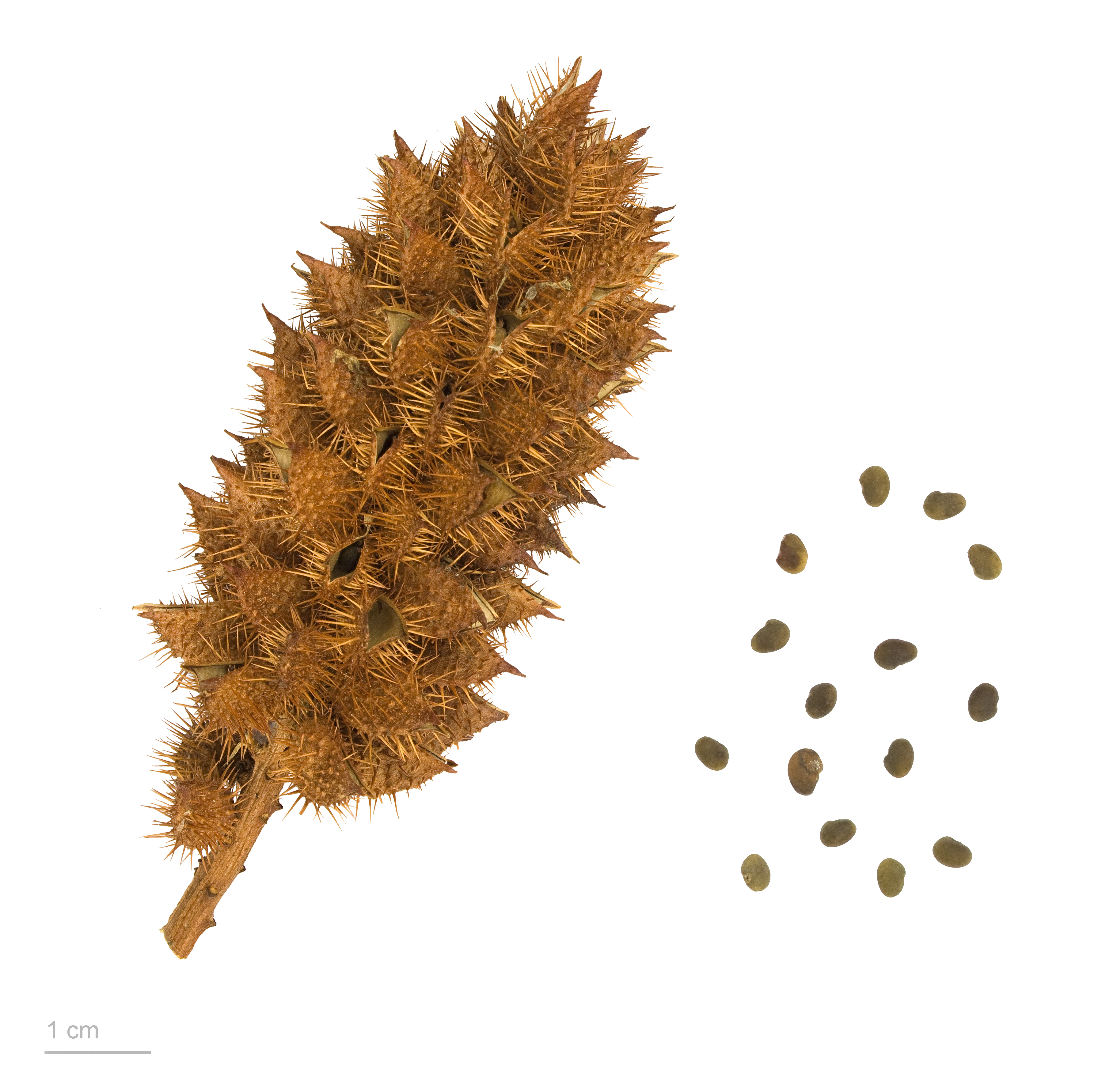
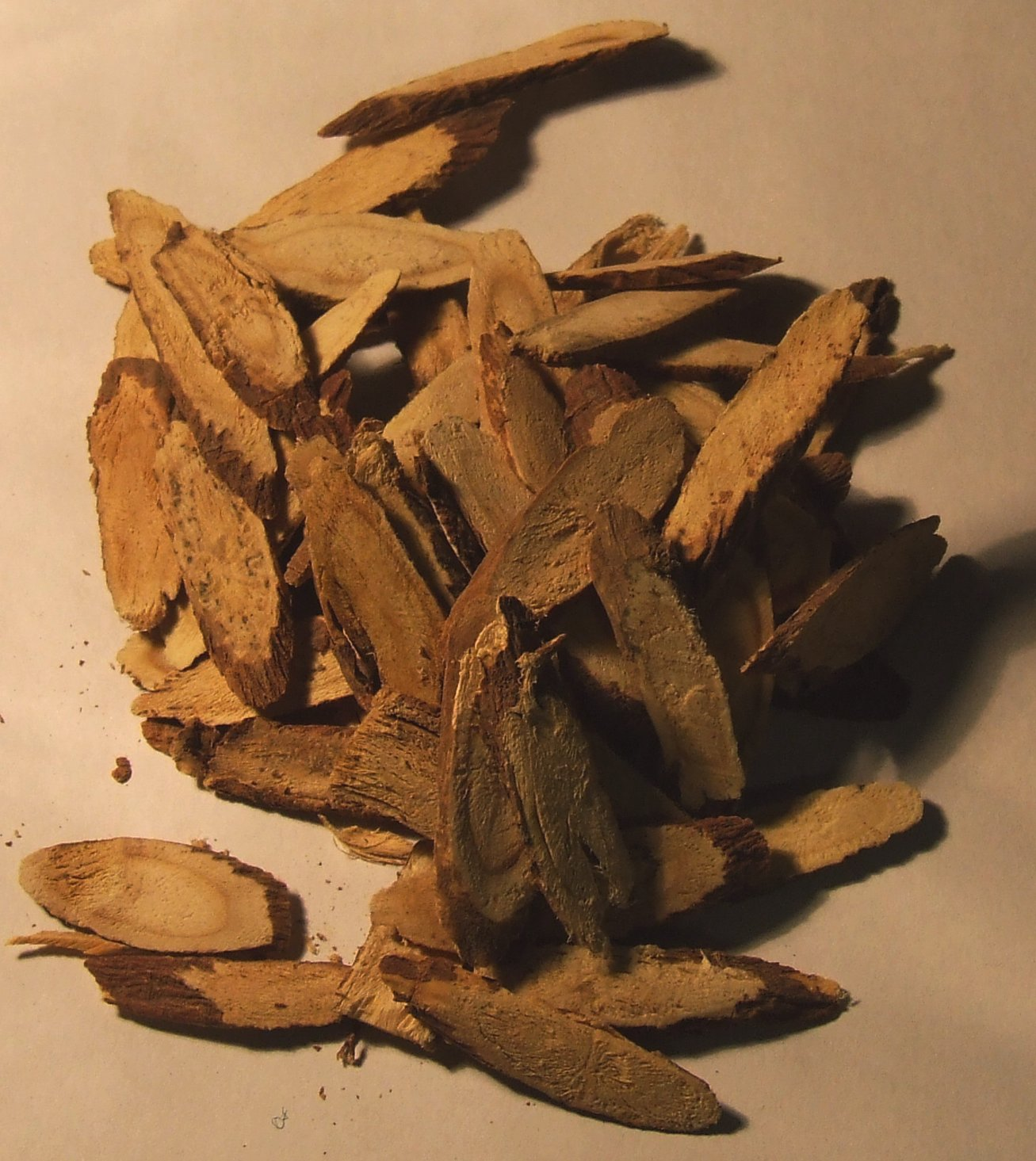